# Пшедпелце
Пшедпелце (пол. Przedpełce) — село в Польщі, у гміні Старожреби Плоцького повіту Мазовецького воєводства.
Населення — 91 особа (2011).
У 1975-1998 роках село належало до Плоцького воєводства.

## Демографія
Демографічна структура станом на 31 березня 2011 року:
|          | Загалом | Допрацездатний вік | Працездатний вік | Постпрацездатний вік |
| -------- | ------- | ------------------ | ---------------- | -------------------- |
| Чоловіки | 42      | 12                 | 24               | 6                    |
| Жінки    | 49      | 11                 | 25               | 13                   |
| Разом    | 91      | 23                 | 49               | 19                   |